# Рудковский, Егор Алексеевич
Его́р Алексе́евич Рудко́вский (род. 4 марта 1996, Омск) — российский футболист, полузащитник. Чемпион Европы в возрастной категории до 17 лет.

## Клубная карьера
Воспитанник омского клуба «Молния» и футбольной школы «Чертаново» (Москва). Первый тренер — Г. Б. Звагольский. С 2010 года занимался в ФШ «Чертаново» под руководством Михаила Буренкова.
В сентябре 2011 года в составе сборной Москвы, сформированной на базе команды «Чертаново», впервые стал победителем Первенства России среди межрегиональных объединений, проводившемся в Крымске, и получил звание «Кандидат в мастера спорта РФ» по футболу. В финале сборная Москвы победила сборную Приволжья со счётом 3:2. В мае 2012 года стал с «Чертаново» чемпионом России среди команд спортивных школ и клубов (игроки 1996 г.р.). В ноябре 2012 года в составе сборной Москвы, за которую выступали воспитанники школ «Чертаново» и «Локомотив-2», стал победителем Первенства России среди межрегиональных объединений, проводившемся в Крымске. В апреле 2013 года в составе команды «Чертаново» стал победителем футбольного турнира «Монтегю» для клубных команд.
31 августа 2013 года подписал двухлетний контракт с клубом Премьер-лиги «Кубань» и 2 сентября был заявлен за клуб. Сыграв в течение года в 12 встречах за дублирующий состав, 20 августа 2014 года подписал контракт с ФК «Чертаново», выступающим во втором дивизионе.
11 июля 2016 года перешёл в московский «Спартак», где стал выступать за вторую команду в ФНЛ. Дебютировал 16 июля в домашней встрече против «Мордовии» и сразу же отметился забитым мячом.
В июне 2019 года вернулся в «Чертаново». Всего за клуб провёл 95 матчей, забил четыре мяча и отдал восемь голевых передач. В июне 2023 года покинул «Чертаново».

## Карьера в сборной
В юношеской сборной России 1996 года рождения дебютировал 23 июня 2011 года в контрольном матче против московского «Локомотива» (игроки 1996 г.р.). Сборная одержала победу со счётом 1:0. Первый официальный матч провёл 13 октября 2011 года на турнире World Cup AGS в Испании против сборной Мексики (1:2).
Принимал участие в международном турнире «Монтегю», где провёл четыре игры. В 2012 году в Мемориале имени Виктора Банникова, сыграл также в четырёх матчах. На Мемориале сборная заняла второе место, в финале в серии пенальти уступив сборной Украины.
На юношеском чемпионате Европы 2013 провёл три встречи. В полуфинале со сборной Швеции не смог реализовать пенальти, что не помешало сборной России в финале выиграть у итальянцев по пенальти и стать чемпионами Европы. Рудковский, как и его партнёры по сборной, получил за эту победу звание «Мастер спорта Российской Федерации».

## Стиль игры
Креативный футболист, плеймекер. Обладает поставленным ударом.

## Достижения
- Победитель чемпионата Европы (до 17 лет): 2013
- Победитель чемпионата России по футболу среди команд спортивных школ и клубов (игроки 1996 г. р.): 2012